# Ernst-August Poritz

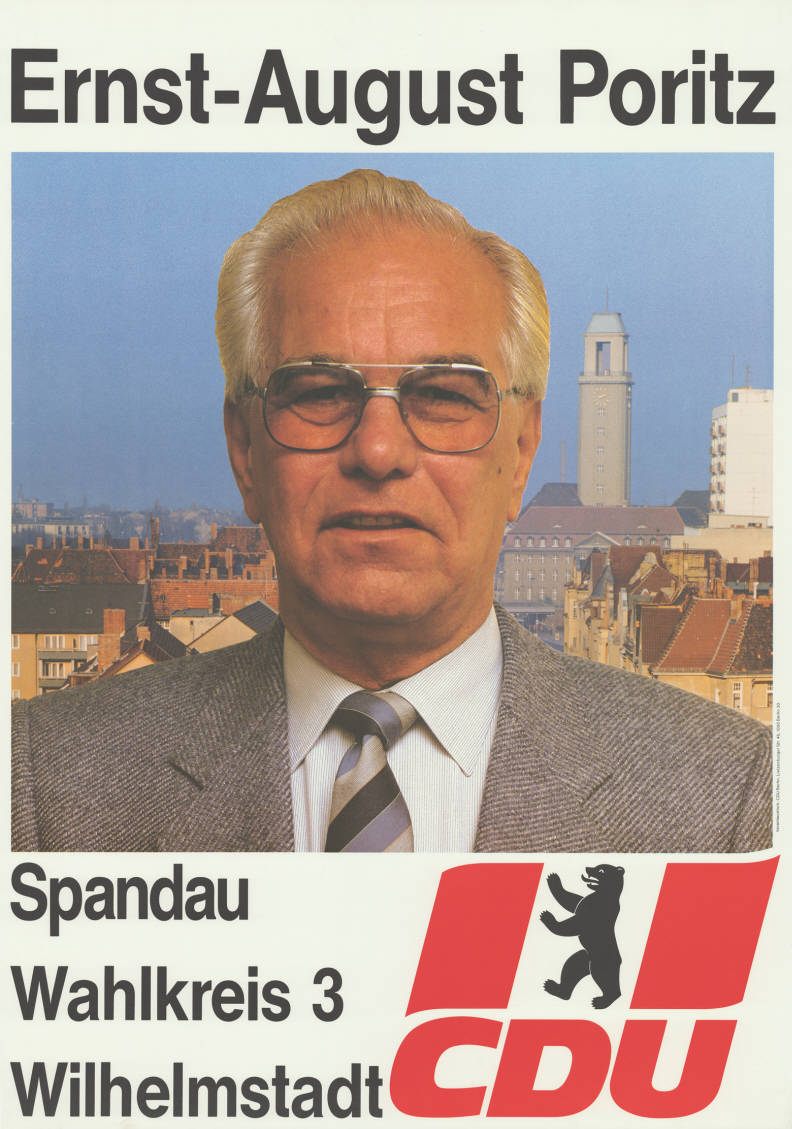
Wahlplakat 1985

Ernst-August Poritz (* 14. April 1921 in Berlin; † 28. Januar 2009 ebenda) war ein deutscher Politiker (CDU).

## Leben
Poritz legte 1937 die Mittlere Reife ab und wurde 1939 Kaufmannsgehilfe (und arbeitete als Holzkaufmann). Er verwaltete anschließend den eigenen Haus- und Grundbesitz.
1963 wurde Poritz Mitglied der CDU und ab 1971 Bürgerdeputierter im Bezirk Spandau. Bei der Berliner Wahl 1979 wurde er in das Abgeordnetenhaus von Berlin gewählt, dem er bis 1991 angehörte. Sowohl 1985 als auch 1989 war Poritz Alterspräsident des Abgeordnetenhauses.
Poritz war ab 1964 Vorsteher der „Schützengilde zu Spandau (Korp) 1334“ und von 1996 bis 2003 Präsident des Schützenverbandes Berlin-Brandenburg. 1979 wurde er Mitglied des Präsidiums des Landessportbundes Berlin.

## Ehrungen und Auszeichnungen
- 2005 Ehrenmitgliedschaft des Deutschen Schützenbunds.
- 2003 Ehrenmitglied im Landessportbund Berlin
- 1994 Bundesverdienstkreuz Erster Klasse.
- Ehrennadel in Silber und Gold des Schützenverbandes Berlin-Brandenburg
- Goldener Ehrenring, Grünes Band, Ehrenkreuz in Gold und Ehrenkreuz in Silber des Deutschen Schützenbundes